# Vetenskapsåret 1892

## Händelser

### Astronomi
- Okänt datum - Holmes komet siktas för första gången [1].

### Kemi
- Okänt datum - William Ramsay upptäcker argon.

### Matematik
- Okänt datum - Georg Cantor visar att det finns flera sorters oändlighet och studerar transfinita tal.
- Uppskattad datum - James Dewar uppfinner dewarflaskan.[2]

### Medicin
- Okänt datum - William Oslers bok The Principles and Practice of Medicine, publiceras i Edinburgh medan författaren är professor vid Johns Hopkins University. Boken blir viktig inom medicinsk utbildning de kommande 40 åren.[3]

### Teknik
- Okänt datum - Johan Petter Johansson patenterar skiftnyckeln.
- Okänt datum - Rudolf Diesel patenterar dieselmotorn.

## Pristagare
- Copleymedaljen: Rudolf Virchow, tysk läkare, patolog, biolog.
- Darwinmedaljen: Joseph Dalton Hooker, brittisk botaniker och forskningsresande.
- Davymedaljen: François-Marie Raoult, fransk kemist.
- Murchisonmedaljen: Alexander Henry Green, brittisk geolog.
- Rumfordmedaljen: Nils Dunér, svensk astronom.
- Wollastonmedaljen: Ferdinand von Richthofen, tysk geolog, geograf och forskningsresande. [4]

## Födda
- 30 mars - Stefan Banach (död 1945), polsk matematiker.
- 14 april - Karl Wilhelm Reinmuth (död 1979), tysk astronom.
- 15 augusti - Louis-Victor de Broglie (död 1987), fransk fysiker och Nobelpristagare 1929.
- 5 november - J. B. S. Haldane (död 1964), brittisk genetiker.
- 12 december - Herman Potočnik (död 1929), slovensk raketingenjör och rymdpionjär.

## Avlidna
- 2 januari - George Biddell Airy (född 1801), brittisk matematiker och astronom.
- 21 januari - John Couch Adams (född 1819), brittisk matematiker och astronom.
- 2 april - Emin Pasha (född 1840), tysk läkare, naturforskare och forskningsresande.
- 5 maj - August Wilhelm von Hofmann (född 1818), tysk kemist.
- 18 december - Richard Owen (född 1804), brittisk anatom och paleontolog.

### Fotnoter
1. ↑  Så funkar universum, James Muirden
2. ↑  James, Frank. ”Dewar, James”. Chemistry Explained. Advameg Inc. http://www.chemistryexplained.com/Co-Di/Dewar-James.html. Läst 22 maj 2008.
3. ↑  Golden, Richard (2004). A history of William Osler’s 'The Principles and Practice of Medicine'. Osler Library studies in the history of medicine,  no. 8. Montreal: McGill University. ISBN 0-7717-0615-4
4. ↑  ”Geological Society”. Arkiverad från originalet den 5 juni 2011. https://web.archive.org/web/20110605102217/http://www.geolsoc.org.uk/gsl/society/history/page750.html. Läst 13 april 2011.